# Cyclodorippe bouvieri
Cyclodorippe bouvieri is een krabbensoort uit de familie van de Cyclodorippidae. De wetenschappelijke naam van de soort is voor het eerst geldig gepubliceerd in 1934 door Rathbun.